# Design Sprint
Design Sprint je časově omezený proces rozdělený do pěti fází, který využívá metodu Design thinking (designového myšlení) s cílem snížení všech rizik při uvedení nového produktu, služby na trh nebo i řešení spojená s řízením firem. Tato metoda byla vyvinuta nezávislou prací mnoha návrhářů v rámci společnosti GV (dříve Google Venture), kdy došlo nejprve k zamyšlení nad procesy ve firmě a následně jejich optimalizaci a zlepšení spolupráce týmů uvnitř firmy. V GV se koncept Design Sprintu rozvíjel dále a byl využit ve vývoji mnoha projektů. V procesu Design Sprintu se definuje cíl, body jak cíle dosáhnout, hrozby spojené s realizací, jejich eliminace, vytvoření prototypu, který se otestuje na cílové skupině osob, na které je projekt zaměřen. Celý tento proces má za úkol zjistit zda projekt má šanci na úspěch a popsání cesty k požadovanému cíli a to vše během pěti etap maximálně za 5 dní. Tento proces návrhu je vzdáleně podobný Sprintu v Agilních řízení projektu.
Mezi nejznámější světové propagátory Design Sprintu patří z AJ&Smart Jake Knapp, John Zeratsky a Braden Kowitz autoři knihy Sprin  Archivováno 1. 4. 2019 na Wayback Machine. a C. Todd Lombardo, Richard Banfield a Trace Wax autoři publikace Design sprint. V České republice mezi průkopníky Design Sprintu patří inovativní designéři z eoeo studio

## Použití Design Sprintu
Design sprint je jednoduchý nástroj, jak prototypovat a testovat téměř každý výrobek, službu, ale i jakýkoliv proces během krátkého času s reálnými výstupy a odpověďmi na zásadní otázky. S produkty, které se zrodily díky design sprintu, se můžete setkat při každodenních činnostech, třeba při komunikaci přes aplikace na vašich mobilních telefonech nebo při nákupech přes eshopy, patří sem Slack, Hangouts a mnoho dalších.

## Fáze Design Sprintu
Design Sprint je rozdělen do 5 fází, běžně do 5 dní (Design Sprint 1.0) nebo do 4 dní (Design Sprint 2.0).

### 1. Porozumění cíle
Sestavení mapy, jak dosáhnout cíle.
Definování cíle a výzvy, která stojí před námi, stanovení toho, kam směřujeme.

### 2. Návrhy řešení
Jaká hypotetická řešení nás dovedou k požadovanému cíli? Jaká jsou kreativní řešení? Jaké jsou silné a slabé stránky řešení? Co může realizaci ohrozit?

### 3. Rozhodnutí
Určení takových myšlenek, které by mohly fungovat a výběr nejlepšího řešení. Během tohoto procesu je eliminovaná předpojatost k jednotlivým návrhům.

### 4. Prototyp
Vytvoření realistického prototypu a odpovědi na to, co budeme potřebovat k testování a jak to bude probíhat.

### 5. Testování
Výběr pěti cílových osob, pro které je výstup sprintu určen, a realizování testu, aniž by došlo k ovlivnění jejich volby a zpětné vazby.

## Co je výstupem
Výstupem jsou odpovědi na zásadní otázky ohledně realizace definovaného cíle, zda je životaschopný a realizovatelný. Zda vůbec cílová skupina má o produkt nebo službu zájem. Po dokončení všech pěti fází zůstává otestovaný prototyp na kterém se dá na základě poznatků z testování dále pracovat. Největší přidanou hodnotou je potvrzení nebo vyvrácení hypotéz před celkovou realizací.

## Realizační tým
V Design Sprintu se pracuje nejlépe v malých týmech. Minimální počet osob k realizaci by neměl být menší než 3 účastníci a maximálně 10. Ideální tým je 7 účastníků z důvodu poměru efektivity a rychlosti. Každý Design Sprint by měl mít vlastního facilitátora ("moderátor a průvodce Design Sprintem") a rozhodovače. Rozhodovač, jak název napovídá, má hlavní slovo a určuje hlavní směr v celém průběhu na základě diskuze s ostatními členy týmu. Bývá jim obvykle osoba odpovědná za projekt, ředitel apod. Další obsazení je různorodé. V týmech může být produktový manažer, marketingový pracovník, vývojář, UX designer apod.